# Sokolniki-Las
Sokolniki-Las est une localité polonaise de la gmina d'Ozorków, située dans le powiat de Zgierz en voïvodie de Łódź.